# Antonio Gómez-Carreño Escalona
Antonio Gómez-Carreño Escalona (Madridejos, Toledo, Castilla-La Mancha, España, 22 de julio de 1980), más conocido como Antonio Gómez, es un entrenador de fútbol español que actualmente dirige al Qingdao Hainiu de la Superliga de China.

## Trayectoria
Comenzó su trayectoria en los banquillos siendo segundo entrenador del Atlético Ceuta en el que trabajó como segundo entrenador desde 2007 a 2010, formando parte de los cuerpos técnicos de Carlos Orúe, Benigno Sánchez Yepes y José Diego Pastelero.
En la temporada 2010-11, regresa a su ciudad natal para trabajar en el fútbol base del CD Toledo. 
En la temporada 2011-12 trabajaría como analista para el Rayo Vallecano y en la temporada siguiente, ocuparía el mismo cargo en el Real Sporting de Gijón.
En julio de 2013, se marcha a Catar para trabajar como analista del Al-Arabi SC. Tras dos temporadas en el conjunto catarí, forma parte del cuerpo técnico de la Selección de fútbol de Catar ocupando el mismo cargo.
En octubre de 2016, regresa a España, concretamente a Gijón para ocupar el cargo de jefe del scouting en el Sporting, no obstante menos de un año después, en julio de 2017, firma como jefe del scouting en el Albacete Balompié, donde trabaja durante 4 meses.
En enero de 2018, firma como segundo entrenador de Uli Stielike en el Tianjin Teda de la Superliga de China, cargo que ocupa hasta agosto de 2020.
El 11 de septiembre de 2020, firma como segundo entrenador de Javier Pereira Megía en el Henan Songshan Longmen de la Superliga de China. El 1 de marzo de 2021, también se haría cargo del equipo filial del Henan Songshan Longmen.
El 7 de octubre de 2021, tras la marcha de Javier Pereira Megía al Levante Unión Deportiva, se convierte en primer entrenador del Henan Songshan Longmen de la Superliga de China, cargo que ocupa hasta el 8 de enero de 2022.
El 13 de febrero de 2023, firma con el Qingdao Hainiu de la Superliga de China.

## Trayectoria como entrenador
| Club                                      | País   | Año       |
| ----------------------------------------- | ------ | --------- |
| Atlético Ceuta (2.º entrenador)           | España | 2007-2010 |
| CD Toledo Fútbol Base                     | España | 2010-2011 |
| Rayo Vallecano (Analista)                 | España | 2011-2012 |
| Real Sporting de Gijón (Analista)         | España | 2012-2013 |
| Al-Arabi SC (Analista)                    | Catar  | 2013-2015 |
| Selección de fútbol de Catar (Analista)   | Catar  | 2015-2016 |
| Real Sporting de Gijón (jefe de scouting) | España | 2016-2017 |
| Albacete Balompié (jefe de scouting)      | España | 2017      |
| Tianjin Teda (2.º entrenador)             | China  | 2018-2020 |
| Henan Songshan Longmen (2.º entrenador)   | China  | 2020-2021 |
| Henan Songshan Longmen II                 | China  | 2021      |
| Henan Songshan Longmen                    | China  | 2021-2022 |
| Qingdao Hainiu                            | China  | 2023-     |